# Lye
Lye é uma comuna francesa na região administrativa do Centro, no departamento Indre. Estende-se por uma área de 25 km². Em 2010 a comuna tinha 728 habitantes (densidade: 29,1 hab./km²).